# 芒廷堡 (阿肯色州)
芒廷堡（英語：Mountainburg）是一個位於美國阿肯色州克勞福德縣的城市。

## 地理
芒廷堡的座標為35°38′18″N 94°10′02″W / 35.63833°N 94.16722°W，而該地的平均海拔高度為129米（即751英尺）。

## 人口
根據2020年美國人口普查的數據，芒廷堡的面積為3.81平方千米，當中陸地面積為3.81平方千米，而水域面積為0.00平方千米。當地共有人口528人，而人口密度為每平方千米138人。